# María Cristina Lozada
María Cristina Lozada (El Tocuyo, Lara, Venezuela, el 5 de septiembre de 1942) es una primera actriz de televisión y teatro venezolana, con más de 40 años en las tablas y la televisión. Ha trabajado para cadenas venezolanas como RCTV, VTV y Venevisión y, fuera de Venezuela, para otras como América Televisión.

## Carrera
Estudiando Ingeniería en la UCV, alguien le insistió para que hiciera teatro cuando ella contaba con apenas 18 años y no le interesaba la actuación, pero terminó probándola y a eso se dedicó.
Viajó a Europa y estudio la carrera de teatro en East Fifteen (Universidad de Essex), en Londres, con actuación, producción y dirección. Luego realizó  estudios de mimo, expresión corporal y movimiento con Jacques Lecoq  en Paris, Francia. Cuando volvió a Venezuela, se casó, realizó la carrera de Derecho y  se licenció como abogado complementandolo con su postgrado de Gerencia y Tecnología de la Información.
Entre sus actuaciones destacan la malvada Purificación Burgos en la exitosa telenovela venezolana La dueña y Roberta Sancho Dávila Vda. de Mejía-Guzmán en la telenovela peruana Pobre diabla. Entre sus últimas trabajo han sido en Venevisión 2012 Válgame Dios, y Televen 2013 Las Bandidas.

### Vida privada
Tiene dos hijos, Vanessa C. Garmendia Lozada (nacida en 1972) e Iván E. Garmendia Lozada (nacido en 1973), de su matrimonio con Iván Garmendia.

## Filmografía

### Telenovelas
- 1975, Alejandra
- 1975, Incurables
- 1980, María de los Ángeles
- 1981, La fruta amarga
- 1981, La Cenicienta
- 1982, Rosa de la calle - Consuelo Sánchez (VTV)
- 1982, El pecado de una madre - Laura (VTV)
- 1983, Leonela (RCTV)
- 1984, La dueña - Purificación Burgos (VTV)
- 1985, Las Marquesitas - Malena (VTV)
- 1985, El hombre de hierro
- 1986, Viernes Negro
- 1986, Esa muchacha de ojos café - Graciela de Subero (Venevisión)
- 1987, Sueño contigo
- 1988, Amor de Abril
- 1995, Amores de fin de siglo - Imperio
- 1997, Cambio de piel - Soledad Martínez Vda. de Quintana (RCTV)
- 1998, Hoy te vi - Eusebia Robles Palomar (RCTV)
- 1999, Mujer secreta - Yolanda de Valladares (RCTV)
- 2000, Pobre diabla - Roberta Sancho Dávila Vda. de Mejía-Guzmán (América Televisión)
- 2001, Soledad - Alma Castillo Vda. de Díaz (América Televisión)
- 2004, Negra consentida - Doña Bernarda Palacios de Aristiguieta (RCTV)
- 2006, Ciudad Bendita - Consuelo (Venevisión)
- 2008, La Trepadora - Carmen "Carmencita" Salcedo (RCTV Internacional)
- 2009, Calle Luna, Calle Sol - Ángela Rossi Vda. de Mastronardi (RCTV Internacional)
- 2012, Válgame Dios - Eduvigis Martínez (Venevisión)
- 2013, Las Bandidas - Ricarda Irazábal (Televen)
- 2017, La fiscal de hierro - Evelina de Durán (TV Azteca)
- 2018, Ellas aman, ellos mienten  - Juana Díaz (RCTV)

### Series
- 2015, Escándalos - "La perfecta ama de casa" Jueza / "Sonata Nocturna" Doña Emiliana Campos, La Dama de la Ópera / "Adios a las niñas" Blanca López (Televen)
- 2017, Prueba de Fe "Juan Pablo II" / "San Dimas" (Televen)

### Películas
- 1974, La quema de Judas
- 2005, Silvia Rivas, Divorciada
- 2010, Muerte en alto contraste
- 2017, Más vivos que nunca
- 2018, La noche de las dos lunas
- 2022, Que buena broma Bromelia

### Ballet
- El Cascanueces - Ballet Keila Hermecheo (10 años continuos)

### Recitales
- Con la Orquesta Sinfónica de Venezuela

## Teatro
- Monólogos de la vagina (2013)
- Conversaciones con mamá (2013)
- Copenhague
- María Cristina me quiere gobernar
- Tío Vania
- Acto Cultural
- Las hermanas de Búfalo Bill
- Romeo y Julieta
- Rockefeller en el lejano oeste
- Venezuela Erotica
- Los soles truncos
- Medida por medida
- Noche de Reyes
- Sueño de una noche de verano
- ... Y las mujeres también
- Cartas de amor (con Fausto Verdial)
- Cartas de amor (con Jorge Palacios)
- Don Juan Tenorio
- La Dorotea
- Los fusiles de la Madre Carrar
- Ni tan Adán ni tan Eva
- La muerte de Garcia Lorca (New York / Inglés)
- Alicia a través de espejo (Inglaterra / Inglés)
- El día que me quieras[6]
- Terror (2016)

## Reconocimientos

#### Premios ACACV
| Año  | Categoría              | Película            | Resultado |
| ---- | ---------------------- | ------------------- | --------- |
| 2018 | Mejor Actriz Principal | Más vivos que nunca | Nominada  |